# Nachtmystium
I Nachtmystium sono un gruppo musicale black metal originario di Wheaton, Illinois formatosi nel 2000.
Il nome della band deriva dalla parola tedesca "nacht", che significa notte, unita con mystium, termine composto che richiama l'aggettivo latino mysticus. Il frontman Blake Judd, precedentemente noto sulla scena con il nome di Azentrius, decise di combinare le due parole per formare il nome Nachtmystium, che a suo dire significherebbe "Encompassing Darkness", ovvero Oscurità avvolgente.

## Genere musicale e tematiche
La band negli album degli inizi si presentava con un sound tipicamente black metal ed era nota solo in ambiente Underground, ma con il passare degli anni la popolarità del gruppo è cresciuta notevolmente e si è verificata un'evoluzione nelle sonorità, che sono diventate più sperimentali, ma Blake Judd non nega che l'influenza iniziale fu quella del black metal, poiché era attirato dall'aura cupa che circondava questo filone musicale.
I Nachtmystium sono anche stati accusati di essere un gruppo NSBM poiché uno dei loro album, Reign of the Malicious, fu pubblicato attraverso l'etichetta Unholy Records, branca della Resistance Records che si occupava principalmente di musica NSBM, e sono addirittura stati costretti a cancellare il loro concerto programmato nell'ambito dello Scion Rock Fest il 28 febbraio 2009, poiché gli sponsor si allarmarono per una voce che definiva il gruppo nazista.
A questo proposito Blake Judd si è espresso dicendo: "Vorrei che fosse chiaro per tutti, per l'ultima volta noi NON siamo un gruppo nazista, NON siamo un gruppo politico e certamente NON siamo razzisti. Inoltre NON abbiamo rapporti con band di quel genere, né con affiliati."
Alcune tematiche presenti sono invece la dipendenza dalle droghe, centrali negli album Black Meddle per la vicenda personale del frontman, l'oscurità e il disprezzo per le religioni organizzate.

## Formazione
- Blake Judd – voce
- Andrew "Aamonael" Markuszewski - chitarra
- Will Lindsay - basso
- Charlie Fell - batteria e percussioni
- Sanford Parker - tastiera e sintetizzatore

## Discografia

### Album in studio
- 2002 - Reign of the Malicious
- 2004 - Demise
- 2006 - Instinct: Decay
- 2008 - Assassins: Black Meddle, Part 1
- 2010 - Addicts: Black Meddle, Part II
- 2012 - Silencing Machine
- 2014 - The World We Left Behind

### EP
- 2003 - Nachtmystium
- 2004 - Eulogy IV
- 2008 - Worldfall
- 2008 - Doomsday Derelicts
- 2018 - Resilient

### Demo
- 2000 - Holocaust of Eternity
- 2001 - Unholy Terrorist Cult

### Live
- 2002 - Live Onslaught
- 2003 - Live Blitzkrieg
- 2005 - Live Onslaught 2
- 2005 - Visual Propaganda: Live from the Pits of Damnation
- 2011 - Live At Roadburn MMX

### Raccolte
- 2004 - The First Attacks, 2000-2001